# Steven Berghuis
Steven Berghuis (IPA: [ˈsteːvə(m) ˈbɛrxœys]; Apeldoorn, 19 dicembre 1991) è un calciatore olandese, centrocampista o ala dell'Ajax e della nazionale olandese.

## Carriera

### Club

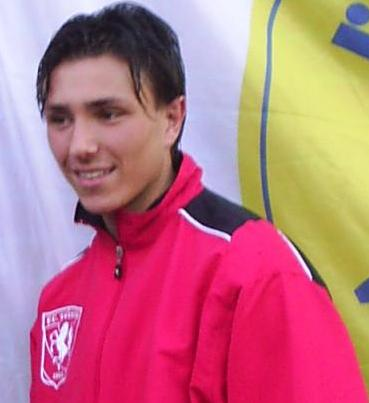
Berghuis durante un allenamento con il Twente nel 2011

Debuttò all'età di quindici anni nel WSW e nello stesso periodo suo padre Frank militava con la maglia del PSV Eindhoven e della nazionale di calcio dei Paesi Bassi. Nel 2006 si trasferì al club di Arnhem, il Vitesse, e nel 2008 venne acquistato dai Go Ahead Eagles. Dopo una sola stagione, esattamente nel 2009, venne acquistato dal Twente per entrar a far parte della formazione primavera. Un anno dopo firma un prolungamento biennale di contratto e fu trasferito poco dopo in prima squadra. Il 19 gennaio 2011 ha debuttato per la prima volta in prima squadra subentrando al suo compagno di squadra Ola John.
Nella stagione 2011-2012 si allena con la prima squadra e l'allenatore Co Adriaanse lo seleziona nella lista della squadra principale. Poco dopo ha rinnovato il contratto con il club fino al 2014, con un'opzione di un ulteriore anno. Il 30 luglio dello stesso anno ha vinto insieme alla squadra il Johan Cruijff Schaal, suo primo trofeo da calciatore professionista. Il 20 gennaio si è trasferito, in prestito, al VVV Venlo. Debutta da titolare il 4 febbraio nella sconfitta per 4-1 contro l'Excelsior Rotterdam. Segna il suo primo gol il 18 febbraio nel 1-4 esterno contro il De Graafschap. Con i suoi 4 gol segnati in 18 incontri disputati è stato determinante per il raggiungimento della salvezza con i galloneri.
A fine stagione passa all'AZ Alkmaar per 500.000 euro. In tre stagione segna 21 gol in 94 partite complessive con 11 reti messe a segno solo nell'ultima annata.
Nell'estate del 2015 passa al Watford per 6,5 milioni di euro; in un anno gioca solo 11 partite tra campionato e coppe inglesi. Nell'agosto del 2016 torna in Olanda venendo ceduto in prestito al Feyenoord che l'anno seguente lo riscatta sempre per 6,5 milioni di euro. A Rotterdam si afferma come leader dato che diventa capitano e come goleador: nel 2017-2018 segna 23 gol tra campionato, Coppa d'Olanda e Champions, nell'Eredivisie 2019-2020, sospesa e cancellata dalla Federazione a seguito dell'emergenza dovuta alla pandemia di COVID-19, è il capocannoniere con 15 gol insieme a Cyriel Dessers e inizia la stagione seguente segnando 9 reti nelle prime 9 partite superando le 100 marcature e le 300 partite giocate con i club. In tutto in cinque stagioni colleziona 199 presenze e 87 gol.
Il 19 luglio 2021 tra lo stupore generale viene annunciato il suo acquisto da parte dell'Ajax, club rivale del Feyenoord con cui firma un contratto quadriennale.

### Nazionale
Il 9 ottobre 2009 debutta con la nazionale olandese Under-19 nel match contro la Francia Under-19 e in quell'occasione ha messo a segno anche la sua prima rete. Ha partecipato all'amichevole contro l'Italia Under-19 conclusasi con il risultato di parità (1-1) Nell'estate del 2010, insieme ai suoi compagni di squadra, ha partecipato al campionato europeo disputatosi in Francia.
Nel maggio del 2011 è passato nell'Under-21 per partecipare alle amichevoli contro l'Israele Under-21 e l'Albania Under-21. Ha segnato la sua prima rete, su punizione, con l'Under-21 proprio nel match contro Israele Under-21 e si è ripetuto anche nel match contro l'Albania Under-21.
Debutta con la nazionale maggiore il 27 maggio 2016 giocando in un'amichevole contro l'Irlanda. Il 14 novembre 2017 nella partita amichevole vinta per 3-0 a Bucarest contro la Romania (padrone di casa) Berghuis sfoggia una grande prestazione consegnando gli assist per tutti e i 3 goal della vittoria degli Oranje. Segna il suo primo gol solo alla ventitreesima presenza, il 27 marzo 2021 nella vittoria per 2-0 contro la Lettonia, gara valida per le qualificazioni ai Mondiali del 2022; si ripete tre giorni dopo aprendo le marcature nello 0-7 contro la Nazionale di Gibilterra.
Il 26 maggio 2021 viene convocato all'Europeo nel quale gioca due spezzoni, in una gara dei gironi e agli ottavi.

## Statistiche

### Presenze e reti nei club
Statistiche aggiornate al 18 maggio 2024
| Stagione          | Squadra           | Campionato        | Campionato | Campionato | Coppe nazionali | Coppe nazionali | Coppe nazionali | Coppe continentali | Coppe continentali | Coppe continentali | Altre coppe | Altre coppe | Altre coppe | Totale | Totale | Totale |
| Stagione          | Squadra           | Comp              | Pres       | Reti       | Comp            | Pres            | Reti            | Comp               | Pres               | Reti               | Comp        | Pres        | Reti        | Pres   | Reti   |        |
| ----------------- | ----------------- | ----------------- | ---------- | ---------- | --------------- | --------------- | --------------- | ------------------ | ------------------ | ------------------ | ----------- | ----------- | ----------- | ------ | ------ | ------ |
| 2010-2011         | Twente            | ED                | 1          | 0          | CO              | 0               | 0               | UCL+UEL            | 0+0                | 0                  | SO          | 0           | 0           | 1      | 0      |        |
| Ago.2011 gen.2012 | Twente            | ED                | 7          | 1          | CO              | 2               | 4               | UCL+UEL            | 3+2                | 0                  | SO          | 1           | 0           | 15     | 5      |        |
| Totale Twente     | Totale Twente     | Totale Twente     | 8          | 1          |                 | 2               | 4               |                    | 5                  | 0                  |             | 1           | 0           | 16     | 5      |        |
| gen.- giu. 2012   | VVV-Venlo         | E                 | 16+4       | 2+2        | CO              | 0               | 0               | -                  | -                  | -                  | -           | -           | -           | 20     | 4      |        |
| 2012-2013         | AZ Alkmaar        | ED                | 23         | 0          | CO              | 3               | 0               | UEL                | 1                  | 0                  | -           | -           | -           | 27     | 0      |        |
| 2013-2014         | AZ Alkmaar        | ED                | 25+4       | 8+1        | CO              | 5               | 1               | UEL                | 9                  | 0                  | SO          | 0           | 0           | 43     | 10     |        |
| 2014-2015         | AZ Alkmaar        | ED                | 22         | 11         | CO              | 2               | 0               | -                  | -                  | -                  | -           | -           | -           | 24     | 11     |        |
| Totale AZ Alkmaar | Totale AZ Alkmaar | Totale AZ Alkmaar | 70+4       | 19+1       |                 | 10              | 1               |                    | 10                 | 0                  |             | 0           | 0           | 94     | 21     |        |
| 2015-2016         | Watford           | PL                | 9          | 0          | FACup+CdL       | 1+1             | 0               | -                  | -                  | -                  | -           | -           | -           | 11     | 0      |        |
| 2016-2017         | Feyenoord         | ED                | 30         | 7          | CO              | 4               | 1               | UEL                | 3                  | 0                  | -           | -           | -           | 37     | 8      |        |
| 2017-2018         | Feyenoord         | ED                | 31         | 18         | CO              | 5               | 4               | UCL                | 6                  | 1                  | SO          | 1           | 0           | 43     | 23     |        |
| 2018-2019         | Feyenoord         | ED                | 33         | 12         | CO              | 4               | 1               | UEL                | 2                  | 0                  | SO          | 1           | 0           | 40     | 13     |        |
| 2019-2020         | Feyenoord         | ED                | 24         | 15         | CO              | 4               | 4               | UEL                | 10                 | 3                  | -           | -           | -           | 38     | 22     |        |
| 2020-2021         | Feyenoord         | ED                | 31+2       | 18+1       | CO              | 2               | 1               | UEL                | 6                  | 1                  | -           | -           | -           | 41     | 21     |        |
| Totale Feyenoord  | Totale Feyenoord  | Totale Feyenoord  | 149+2      | 70+1       |                 | 19              | 11              |                    | 27                 | 5                  |             | 2           | 0           | 199    | 87     |        |
| 2021-2022         | Ajax              | ED                | 33         | 8          | CO              | 4               | 1               | UCL                | 8                  | 3                  | SO          | 1           | 0           | 46     | 12     |        |
| 2022-2023         | Ajax              | ED                | 29         | 9          | CO              | 4               | 0               | UCL+UEL            | 6+2                | 2+0                | SO          | 1           | 0           | 42     | 11     |        |
| 2023-2024         | Ajax              | ED                | 20         | 5          | CO              | 0               | 0               | UEL+UECL           | 7+2                | 1+2                | -           | -           | -           | 29     | 8      |        |
| 2024-2025         | Ajax              | ED                | 26         | 2          | CO              | 2               | 0               | UEL                | 14                 | 1                  | -           | -           | -           | 36     | 3      |        |
| Totale Ajax       | Totale Ajax       | Totale Ajax       | 108        | 24         |                 | 10              | 1               |                    | 39                 | 9                  |             | 2           | 0           | 159    | 34     |        |
| Totale Carriera   | Totale Carriera   | Totale Carriera   | 370        | 120        |                 | 44              | 18              |                    | 81                 | 15                 |             | 5           | 0           | 499    | 153    |        |

### Cronologia presenze e reti in nazionale
| Cronologia completa delle presenze e delle reti in nazionale ― Paesi Bassi | Cronologia completa delle presenze e delle reti in nazionale ― Paesi Bassi | Cronologia completa delle presenze e delle reti in nazionale ― Paesi Bassi | Cronologia completa delle presenze e delle reti in nazionale ― Paesi Bassi | Cronologia completa delle presenze e delle reti in nazionale ― Paesi Bassi | Cronologia completa delle presenze e delle reti in nazionale ― Paesi Bassi | Cronologia completa delle presenze e delle reti in nazionale ― Paesi Bassi | Cronologia completa delle presenze e delle reti in nazionale ― Paesi Bassi |
| Data                                                                       | Città                                                                      | In casa                                                                    | Risultato                                                                  | Ospiti                                                                     | Competizione                                                               | Reti                                                                       | Note                                                                       |
| -------------------------------------------------------------------------- | -------------------------------------------------------------------------- | -------------------------------------------------------------------------- | -------------------------------------------------------------------------- | -------------------------------------------------------------------------- | -------------------------------------------------------------------------- | -------------------------------------------------------------------------- | -------------------------------------------------------------------------- |
| 27-5-2016                                                                  | Dublino                                                                    | Irlanda                                                                    | 1 – 1                                                                      | Paesi Bassi                                                                | Amichevole                                                                 | -                                                                          | 61’                                                                        |
| 1-6-2016                                                                   | Danzica                                                                    | Polonia                                                                    | 1 – 2                                                                      | Paesi Bassi                                                                | Amichevole                                                                 | -                                                                          | 67’                                                                        |
| 4-6-2016                                                                   | Vienna                                                                     | Austria                                                                    | 0 – 2                                                                      | Paesi Bassi                                                                | Amichevole                                                                 | -                                                                          | 61’                                                                        |
| 1-9-2016                                                                   | Amsterdam                                                                  | Paesi Bassi                                                                | 1 – 2                                                                      | Grecia                                                                     | Amichevole                                                                 | -                                                                          | 75’                                                                        |
| 6-9-2016                                                                   | Stoccolma                                                                  | Svezia                                                                     | 1 – 1                                                                      | Paesi Bassi                                                                | Qual. Mondiali 2018                                                        | -                                                                          | 78’                                                                        |
| 13-11-2016                                                                 | Lussemburgo                                                                | Lussemburgo                                                                | 1 – 3                                                                      | Paesi Bassi                                                                | Qual. Mondiali 2018                                                        | -                                                                          | 46’                                                                        |
| 28-3-2017                                                                  | Amsterdam                                                                  | Paesi Bassi                                                                | 1 – 2                                                                      | Italia                                                                     | Amichevole                                                                 | -                                                                          | 89’                                                                        |
| 31-5-2017                                                                  | Marrakech                                                                  | Marocco                                                                    | 1 – 2                                                                      | Paesi Bassi                                                                | Amichevole                                                                 | -                                                                          | 46’                                                                        |
| 4-6-2017                                                                   | Rotterdam                                                                  | Paesi Bassi                                                                | 5 – 0                                                                      | Costa d'Avorio                                                             | Amichevole                                                                 | -                                                                          | 77’                                                                        |
| 9-11-2017                                                                  | Aberdeen                                                                   | Scozia                                                                     | 0 – 1                                                                      | Paesi Bassi                                                                | Amichevole                                                                 | -                                                                          | 76’                                                                        |
| 14-11-2017                                                                 | Bucarest                                                                   | Romania                                                                    | 0 – 3                                                                      | Paesi Bassi                                                                | Amichevole                                                                 | -                                                                          | 83’                                                                        |
| 26-3-2018                                                                  | Ginevra                                                                    | Portogallo                                                                 | 0 – 3                                                                      | Paesi Bassi                                                                | Amichevole                                                                 | -                                                                          | 84’                                                                        |
| 31-5-2018                                                                  | Trnava                                                                     | Slovacchia                                                                 | 1 – 1                                                                      | Paesi Bassi                                                                | Amichevole                                                                 | -                                                                          | 75’                                                                        |
| 4-6-2018                                                                   | Torino                                                                     | Italia                                                                     | 1 – 1                                                                      | Paesi Bassi                                                                | Amichevole                                                                 | -                                                                          | 70’                                                                        |
| 9-9-2019                                                                   | Tallinn                                                                    | Estonia                                                                    | 0 – 4                                                                      | Paesi Bassi                                                                | Qual. Euro 2020                                                            | -                                                                          | 63’                                                                        |
| 16-11-2019                                                                 | Belfast                                                                    | Irlanda del Nord                                                           | 0 – 0                                                                      | Paesi Bassi                                                                | Qual. Euro 2020                                                            | -                                                                          | 65’                                                                        |
| 7-10-2020                                                                  | Amsterdam                                                                  | Paesi Bassi                                                                | 0 – 1                                                                      | Messico                                                                    | Amichevole                                                                 | -                                                                          | 66’                                                                        |
| 11-10-2020                                                                 | Zenica                                                                     | Bosnia ed Erzegovina                                                       | 0 – 0                                                                      | Paesi Bassi                                                                | UEFA Nations League 2020-2021 - 1º turno                                   | -                                                                          | 69’                                                                        |
| 11-11-2020                                                                 | Amsterdam                                                                  | Paesi Bassi                                                                | 1 – 1                                                                      | Spagna                                                                     | Amichevole                                                                 | -                                                                          | 46’                                                                        |
| 15-11-2020                                                                 | Amsterdam                                                                  | Paesi Bassi                                                                | 3 – 1                                                                      | Bosnia ed Erzegovina                                                       | UEFA Nations League 2020-2021 - 1º turno                                   | -                                                                          | 89’                                                                        |
| 18-11-2020                                                                 | Chorzów                                                                    | Polonia                                                                    | 1 – 2                                                                      | Paesi Bassi                                                                | UEFA Nations League 2020-2021 - 1º turno                                   | -                                                                          | 76’                                                                        |
| 24-3-2021                                                                  | Istanbul                                                                   | Turchia                                                                    | 4 – 2                                                                      | Paesi Bassi                                                                | Qual. Mondiali 2022                                                        | -                                                                          |                                                                            |
| 27-3-2021                                                                  | Amsterdam                                                                  | Paesi Bassi                                                                | 2 – 0                                                                      | Lettonia                                                                   | Qual. Mondiali 2022                                                        | 1                                                                          | 84’                                                                        |
| 30-3-2021                                                                  | Gibilterra                                                                 | Gibilterra                                                                 | 0 – 7                                                                      | Paesi Bassi                                                                | Qual. Mondiali 2022                                                        | 1                                                                          | 81’                                                                        |
| 2-6-2021                                                                   | Faro                                                                       | Paesi Bassi                                                                | 2 – 2                                                                      | Scozia                                                                     | Amichevole                                                                 | -                                                                          | 69’                                                                        |
| 6-6-2021                                                                   | Enschede                                                                   | Paesi Bassi                                                                | 3 – 0                                                                      | Georgia                                                                    | Amichevole                                                                 | -                                                                          | 77’                                                                        |
| 21-6-2021                                                                  | Amsterdam                                                                  | Macedonia del Nord                                                         | 0 – 3                                                                      | Paesi Bassi                                                                | Euro 2020 - 1º turno                                                       | -                                                                          | 46’                                                                        |
| 27-6-2021                                                                  | Budapest                                                                   | Paesi Bassi                                                                | 0 – 2                                                                      | Rep. Ceca                                                                  | Euro 2020 - Ottavi di finale                                               | -                                                                          | 81’                                                                        |
| 1-9-2021                                                                   | Oslo                                                                       | Norvegia                                                                   | 1 – 1                                                                      | Paesi Bassi                                                                | Qual. Mondiali 2022                                                        | -                                                                          | 46’                                                                        |
| 4-9-2021                                                                   | Eindhoven                                                                  | Paesi Bassi                                                                | 4 – 0                                                                      | Montenegro                                                                 | Qual. Mondiali 2022                                                        | -                                                                          |                                                                            |
| 7-9-2021                                                                   | Amsterdam                                                                  | Paesi Bassi                                                                | 6 – 1                                                                      | Turchia                                                                    | Qual. Mondiali 2022                                                        | -                                                                          |                                                                            |
| 8-10-2021                                                                  | Riga                                                                       | Lettonia                                                                   | 0 – 1                                                                      | Paesi Bassi                                                                | Qual. Mondiali 2022                                                        | -                                                                          | 62’                                                                        |
| 11-10-2021                                                                 | Rotterdam                                                                  | Paesi Bassi                                                                | 6 – 0                                                                      | Gibilterra                                                                 | Qual. Mondiali 2022                                                        | -                                                                          | 60’                                                                        |
| 26-3-2022                                                                  | Amsterdam                                                                  | Paesi Bassi                                                                | 4 – 2                                                                      | Danimarca                                                                  | Amichevole                                                                 | -                                                                          |                                                                            |
| 29-3-2022                                                                  | Amsterdam                                                                  | Paesi Bassi                                                                | 1 – 1                                                                      | Germania                                                                   | Amichevole                                                                 | -                                                                          | 58’                                                                        |
| 3-6-2022                                                                   | Bruxelles                                                                  | Belgio                                                                     | 1 – 4                                                                      | Paesi Bassi                                                                | UEFA Nations League 2022-2023 - 1º turno                                   | -                                                                          | 83’                                                                        |
| 11-6-2022                                                                  | Rotterdam                                                                  | Paesi Bassi                                                                | 2 – 2                                                                      | Polonia                                                                    | UEFA Nations League 2022-2023 - 1º turno                                   | -                                                                          | 59’ 65’                                                                    |
| 22-9-2022                                                                  | Varsavia                                                                   | Polonia                                                                    | 0 – 2                                                                      | Paesi Bassi                                                                | UEFA Nations League 2022-2023 - 1º turno                                   | -                                                                          | 6’ 75’                                                                     |
| 25-9-2022                                                                  | Amsterdam                                                                  | Paesi Bassi                                                                | 1 – 0                                                                      | Belgio                                                                     | UEFA Nations League 2022-2023 - 1º turno                                   | -                                                                          | 31’                                                                        |
| 21-11-2022                                                                 | Doha                                                                       | Senegal                                                                    | 0 – 2                                                                      | Paesi Bassi                                                                | Mondiali 2022 - 1º turno                                                   | -                                                                          | 79’                                                                        |
| 25-11-2022                                                                 | Al Rayyan                                                                  | Paesi Bassi                                                                | 1 – 1                                                                      | Ecuador                                                                    | Mondiali 2022 - 1º turno                                                   | -                                                                          | 69’                                                                        |
| 29-11-2022                                                                 | Al Khawr                                                                   | Paesi Bassi                                                                | 2 – 0                                                                      | Qatar                                                                      | Mondiali 2022 - 1º turno                                                   | -                                                                          | 66’                                                                        |
| 9-12-2022                                                                  | Lusail                                                                     | Paesi Bassi                                                                | 2 – 2 dts (3 – 4 dtr)                                                      | Argentina                                                                  | Mondiali 2022 - Quarti di finale                                           | -                                                                          | 46’ 88’                                                                    |
| 24-3-2023                                                                  | Saint-Denis                                                                | Francia                                                                    | 4 – 0                                                                      | Paesi Bassi                                                                | Qual. Euro 2024                                                            | -                                                                          | 68’                                                                        |
| 27-3-2023                                                                  | Rotterdam                                                                  | Paesi Bassi                                                                | 3 – 0                                                                      | Gibilterra                                                                 | Qual. Euro 2024                                                            | -                                                                          | 46’                                                                        |
| 10-9-2023                                                                  | Dublino                                                                    | Irlanda                                                                    | 1 – 2                                                                      | Paesi Bassi                                                                | Qual. Euro 2024                                                            | -                                                                          | 90’                                                                        |
| Totale                                                                     |                                                                            | Presenze                                                                   | 46                                                                         |                                                                            | Reti                                                                       | 2                                                                          |                                                                            |

## Palmarès

### Club
- Supercoppa dei Paesi Bassi: 3

Twente: 2011
Feyenoord: 2017, 2018
- Coppa dei Paesi Bassi: 2

AZ Alkmaar: 2012-2013
Feyenoord: 2017-2018
- Campionato olandese: 2

Feyenoord: 2016-2017
Ajax: 2021-2022

### Individuale
- Capocannoniere dell'Eredivisie: 1

2019-2020 (15 gol, a pari merito con Cyriel Dessers)